# Borough de Larne
Le borough de Larne (Larne Borough en anglais et Buirg Latharna en gaélique d’Irlande), officiellement appelé Larne (Latharna en gaélique d’Irlande), est un ancien district de gouvernement local d’Irlande-du-Nord.
Créé en octobre 1973, il fusionne avec le borough de Ballymena et celui de Carrickfergus en mars 2015 pour créer un autre district de gouvernement local, Mid and East Antrim.

## Géographie
Le district est situé dans le comté d’Antrim.

## Histoire
Un district de gouvernement local (local government district en anglais) du nom de Larne est créé le 17 juillet 1972 par le Local Government (Boundaries) Order (Northern Ireland) du 20 juin 1972. Les institutions du district entrent en vigueur à compter du 1er octobre 1973 au sens du Local Government Act (Northern Ireland) du 23 mars 1972.
Par délibération du conseil du district du 2 août 1973, le district de Larne relève la charte de la corporation du borough de Larne. Il devient donc, à compter du 1er octobre, le borough de Larne,.
La majeure partie des territoires des boroughs de Ballymena, de Carrickfergus et de Larne sont réunis par le Local Government (Boundaries) Act (Northern Ireland) du 23 mai 2008. Le borough résultant de la fusion des anciens districts, Mid and East Antrim, est créé à compter du 1er avril 2015 par le Local Government (Boundaries) Order (Northern Ireland) du 30 novembre 2012.

## Administration

### Conseil
Le Larne Borough Council, littéralement, le « conseil du borough de Larne », est l’assemblée délibérante du borough de Larne, composée de 15 membres (1973-2015), appelés les conseillers (councillors).
Un maire (mayor) et un vice-maire (deputy mayor) sont élus parmi les conseillers à l’occasion de chaque réunion générale annuelle du conseil du borough.

### Circonscriptions électorales
Le district de gouvernement local est divisé en autant de sections électorales (wards en anglais) que de conseillers. Celles-ci sont distribuées par zone électorale de district (district electoral area).
| Zone                           | 1973-1985,                                                                          | 1985-2015,                                                    |
| ------------------------------ | ----------------------------------------------------------------------------------- | ------------------------------------------------------------- |
| Première zone et ses sections  | A (4 sièges)                                                                        | Coast Road (5 sièges)                                         |
| Première zone et ses sections  | - Ballyloran - Carncastle - Carnlough - Glenarm                                     | - Ballyloran - Carncastle - Carnlough - Craigy Hill - Glenarm |
| Deuxième zone et ses sections  | B (4 sièges)                                                                        | Larne Lough (5 sièges)                                        |
| Deuxième zone et ses sections  | - Ballycarry - Glynn - Kilwaughter - Island Magee                                   | - Antiville - Ballycarry - Glynn - Island Magee - Kilwaughter |
| Troisième zone et ses sections | C (7 sièges)                                                                        | Larne Town (5 sièges)                                         |
| Troisième zone et ses sections | - Antiville - Blackcave - Central - Craigy Hill - Gardenmore - Harbour - Town Parks | - Blackcave - Central - Gardenmore - Harbour - Town Parks     |